# Paradontophora polita
Paradontophora polita är en rundmaskart som först beskrevs av Gerlach 1955.  Paradontophora polita ingår i släktet Paradontophora och familjen Axonolaimidae. Inga underarter finns listade i Catalogue of Life.